# Volker Dringenberg

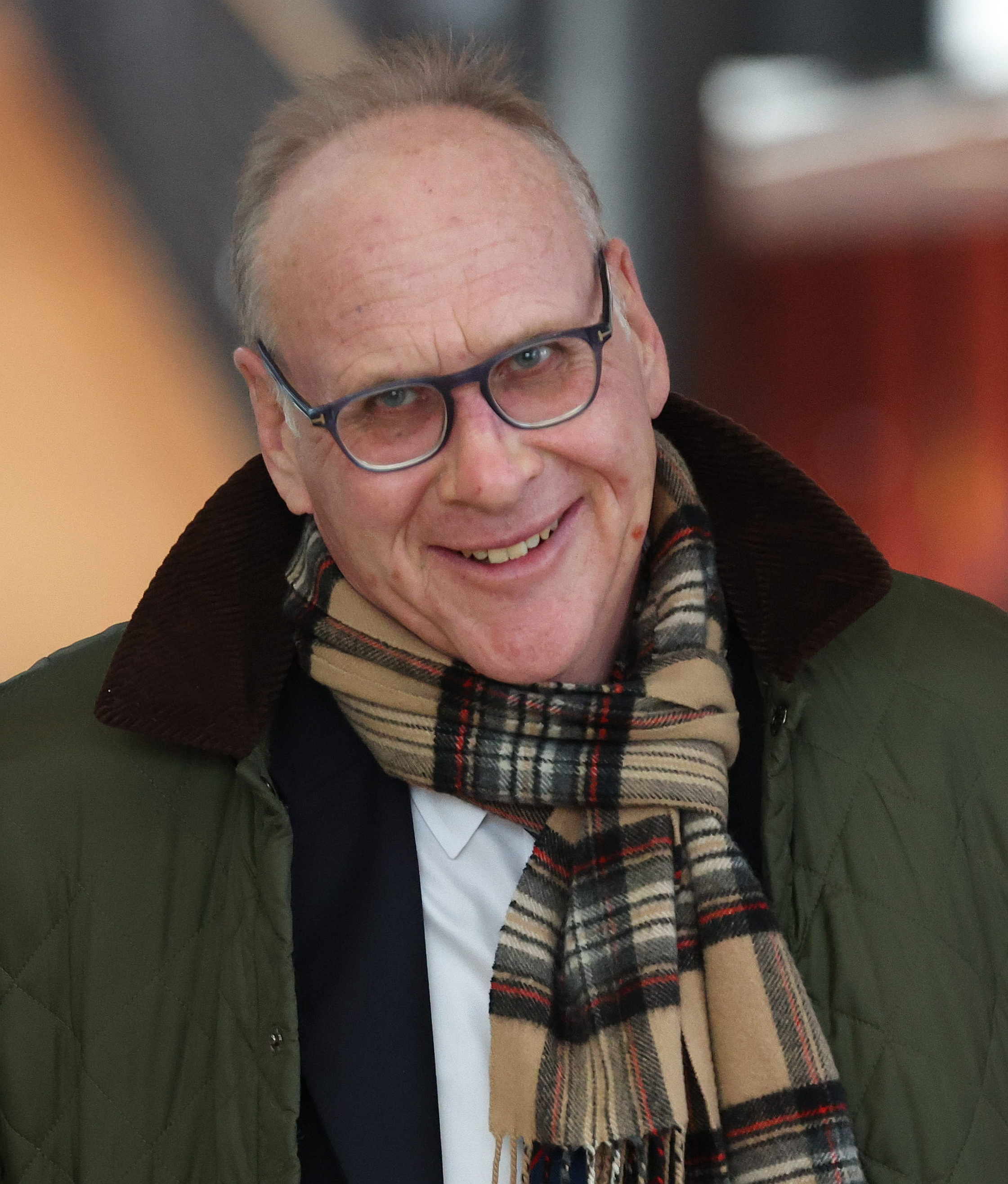
Volker Dringenberg (2024)

Volker Götz Dringenberg (* 1972 in Lübeck) ist ein deutscher Rechtsanwalt und Politiker (AfD). Er ist seit 2019 Abgeordneter im Sächsischen Landtag. Außerdem ist er Vorsitzender der AfD-Stadtratsfraktion Chemnitz.

## Leben
Dringenberg wuchs in Soest auf und besuchte das dortige Aldegrever-Gymnasium, welches er 1991 mit dem Abitur verließ. Danach diente Dringenberg für zwei Jahre bis 1993 als Soldat auf Zeit in der Bundeswehr. Er studierte Rechtswissenschaften an der Universität Passau und der Rheinischen Friedrich-Wilhelms-Universität Bonn. Als Student wurde er Mitglied der Akademischen Burschenschaft Markomannia Wien zu Passau. Dringenberg machte 1998 erste Staatsexamen, bis 2002 ein Referendariat Oberlandesgericht Koblenz und danach das zweite Staatsexamen. Er war Justiziar in einem Wirtschaftsunternehmen. 2005 wurde Dringenberg an der Universität Passau mit der Arbeit Die strafrechtliche Verantwortlichkeit des Arztes bei Operationserweiterungen promoviert. Seit 2006 ist er selbstständiger Rechtsanwalt, Fachanwalt für Medizinrecht und Versicherungsrecht in Chemnitz.
Dringenberg ist verheiratet und Vater von zwei Kindern.

## Politik
Dringenberg trat 2013 in die AfD ein. Zu den Kommunalwahlen in Sachsen 2014 trat er in Chemnitz im Kommunalwahlkreis 8 für die AfD als Stadtratskandidat an.
Zur Landtagswahl in Sachsen 2019 trat er als Direktkandidat im Wahlkreis Chemnitz 2 an, wo er mit 26,5 % der Erststimmen dem CDU-Kandidaten Alexander Dierks (29,8 %) unterlag. Dringenberg zog über Platz 14 der Landesliste der AfD Sachsen in den Sächsischen Landtag ein. Bei der Landtagswahl 2024 kandidierte er wieder im Wahlkreis Chemnitz 2 und zog erneut über die AfD-Landesliste in den Landtag ein. Dringenberg ist Ortsverbandsvorsitzender der AfD in Chemnitz.